# Coppa Libertadores 1984
L'edizione 1984 della Coppa Libertadores vide la vittoria dell'Independiente.

## Prima fase

### Gruppo 1
| Squadra          | Pti | G | V | N | P | GF | GS | DR |
| ---------------- | --- | - | - | - | - | -- | -- | -- |
| Independiente    | 9   | 6 | 4 | 1 | 1 | 11 | 5  | +6 |
| Olimpia          | 9   | 6 | 4 | 1 | 1 | 8  | 5  | +3 |
| Sp. Luqueño      | 3   | 6 | 0 | 3 | 3 | 2  | 6  | -4 |
| Estudiantes (LP) | 3   | 6 | 0 | 3 | 3 | 4  | 9  | -5 |

| 29 febbraio 1984 |     |                  |            |
| Estudiantes LP   | 1–1 | Independiente    | La Plata   |
| 8 marzo 1984     |     |                  |            |
| Olímpia          | 0–0 | Sportivo Luqueño | Asunción   |
| 15 marzo 1984    |     |                  |            |
| Sportivo Luqueño | 0–1 | Independiente    | Asunción   |
| 16 marzo 1984    |     |                  |            |
| Olímpia          | 1–0 | Independiente    | Asunción   |
| 20 marzo 1984    |     |                  |            |
| Sportivo Luqueño | 0–0 | Estudiantes LP   | Asunción   |
| 23 marzo 1984    |     |                  |            |
| Olímpia          | 2–1 | Estudiantes LP   | Asunción   |
| 27 marzo 1984    |     |                  |            |
| Estudiantes LP   | 1–1 | Sportivo Luqueño | La Plata   |
| 30 marzo 1984    |     |                  |            |
| Independiente    | 2–0 | Sportivo Luqueño | Avellaneda |
| 13 aprile 1984   |     |                  |            |
| Independiente    | 4–1 | Estudiantes LP   | Avellaneda |
| Sportivo Luqueño | 1–2 | Olímpia          | Asunción   |
| 24 aprile 1984   |     |                  |            |
| Independiente    | 3–2 | Olímpia          | Avellaneda |
| 27 aprile 1984   |     |                  |            |
| Estudiantes LP   | 0–1 | Olímpia          | La Plata   |

### Gruppo 2
| Squadra              | Pti | G | V | N | P | GF | GS | DR  |
| -------------------- | --- | - | - | - | - | -- | -- | --- |
| Universidad Católica | 9   | 6 | 4 | 1 | 1 | 11 | 5  | +6  |
| Blooming             | 8   | 6 | 3 | 2 | 1 | 10 | 6  | +4  |
| Bolívar              | 6   | 6 | 2 | 2 | 2 | 10 | 8  | +2  |
| O'Higgins            | 1   | 6 | 0 | 1 | 5 | 4  | 16 | -12 |

| 14 marzo 1984        |     |                      |            |
| Universidad Católica | 2–0 | O'Higgins            | Santiago   |
| 17 marzo 1984        |     |                      |            |
| Bolívar              | 0–0 | Blooming             | La Paz     |
| 21 marzo 1984        |     |                      |            |
| Bolívar              | 3–2 | Universidad Católica | La Paz     |
| 25 marzo 1984        |     |                      |            |
| Blooming             | 1–2 | Universidad Católica | Santa Cruz |
| 28 marzo 1984        |     |                      |            |
| Blooming             | 3–2 | O'Higgins            | Santa Cruz |
| 1º aprile 1984       |     |                      |            |
| Bolívar              | 5–1 | O'Higgins            | La Paz     |
| 24 aprile 1984       |     |                      |            |
| Blooming             | 2–1 | Bolívar              | Santa Cruz |
| 25 aprile 1984       |     |                      |            |
| O'Higgins            | 0–2 | Universidad Católica | Rancagua   |
| 2 maggio 1984        |     |                      |            |
| O'Higgins            | 3–4 | Blooming             | Rancagua   |
| 6 maggio 1984        |     |                      |            |
| Universidad Católica | 0–0 | Blooming             | Santiago   |
| 9 maggio 1984        |     |                      |            |
| O'Higgins            | 0–0 | Bolívar              | Rancagua   |
| 13 maggio 1984       |     |                      |            |
| Universidad Católica | 3–2 | Bolívar              | Santiago   |

### Gruppo 3
| Squadra         | Pti | G | V | N | P | GF | GS | DR  |
| --------------- | --- | - | - | - | - | -- | -- | --- |
| Flamengo        | 11  | 6 | 5 | 1 | 0 | 19 | 6  | +13 |
| América de Cali | 7   | 6 | 3 | 1 | 2 | 8  | 9  | -1  |
| Atlético Junior | 4   | 6 | 2 | 0 | 4 | 9  | 12 | -3  |
| Santos          | 2   | 6 | 1 | 0 | 5 | 5  | 14 | -9  |

| 11 febbraio 1984 |     |                 |                |
| Flamengo         | 4–1 | Santos FC       | Rio de Janeiro |
| 21 marzo 1984    |     |                 |                |
| América de Cali  | 2–0 | Junior          | Cali           |
| 27 marzo 1984    |     |                 |                |
| América de Cali  | 1–1 | Flamengo        | Cali           |
| 29 marzo 1984    |     |                 |                |
| Junior           | 1–2 | Flamengo        | Barranquilla   |
| 3 aprile 1984    |     |                 |                |
| Junior           | 0–3 | Santos FC       | Barranquilla   |
| 5 aprile 1984    |     |                 |                |
| América de Cali  | 1–0 | Santos          | Cali           |
| 12 aprile 1984   |     |                 |                |
| Junior           | 4–1 | América de Cali | Barranquilla   |
| 20 aprile 1984   |     |                 |                |
| Santos FC        | 0–5 | Flamengo        | San Paolo      |
| 27 aprile 1984   |     |                 |                |
| Santos FC        | 0–1 | América de Cali | San Paolo      |
| 3 maggio 1984    |     |                 |                |
| Flamengo         | 4–2 | América de Cali | Rio de Janeiro |
| 8 maggio 1984    |     |                 |                |
| Santos FC        | 1–3 | Junior          | San Paolo      |
| 10 maggio 1984   |     |                 |                |
| Flamengo         | 3–1 | Junior          | Rio de Janeiro |

### Gruppo 4
| Squadra          | Pti | G | V | N | P | GF | GS | DR  |
| ---------------- | --- | - | - | - | - | -- | -- | --- |
| Nacional         | 9   | 6 | 4 | 1 | 1 | 13 | 5  | +8  |
| El Nacional      | 8   | 6 | 3 | 2 | 1 | 12 | 6  | +6  |
| Danubio          | 5   | 6 | 2 | 1 | 3 | 8  | 8  | +0  |
| Nueve de Octubre | 2   | 6 | 0 | 2 | 4 | 7  | 21 | -14 |

| 28 marzo 1984  |     |              |            |
| Danubio        | 0–1 | Nacional     | Montevideo |
| 4 aprile 1984  |     |              |            |
| El Nacional    | 3–1 | 9 de Octubre | Quito      |
| 8 aprile 1984  |     |              |            |
| 9 de Octubre   | 2–2 | Danubio      | Quito      |
| El Nacional    | 3–1 | Nacional     | Quito      |
| 15 aprile 1984 |     |              |            |
| 9 de Octubre   | 1–3 | Nacional     | Quito      |
| El Nacional    | 3–2 | Danubio      | Quito      |
| 25 aprile 1984 |     |              |            |
| 9 de Octubre   | 2–2 | El Nacional  | Quito      |
| 26 aprile 1984 |     |              |            |
| Nacional       | 1–0 | Danubio      | Montevideo |
| 3 maggio 1984  |     |              |            |
| Nacional       | 1–1 | El Nacional  | Montevideo |
| 4 maggio 1984  |     |              |            |
| Danubio        | 5–1 | 9 de Octubre | Montevideo |
| 8 maggio 1984  |     |              |            |
| Danubio        | 1–0 | El Nacional  | Montevideo |
| 9 maggio 1984  |     |              |            |
| Nacional       | 6–0 | 9 de Octubre | Montevideo |

### Gruppo 5
| Squadra          | Pti | G | V | N | P | GF | GS | DR |
| ---------------- | --- | - | - | - | - | -- | -- | -- |
| U. de Los Andes  | 8   | 6 | 4 | 0 | 2 | 6  | 4  | +2 |
| Sporting Cristal | 8   | 6 | 4 | 0 | 2 | 9  | 8  | +1 |
| Portuguesa       | 6   | 6 | 3 | 0 | 3 | 9  | 7  | +2 |
| Melgar           | 2   | 6 | 1 | 0 | 5 | 5  | 11 | -6 |

| 11 marzo 1984    |     |                  |          |
| Sporting Cristal | 3–2 | Melgar           | Trujillo |
| 18 marzo 1984    |     |                  |          |
| ULA Mérida       | 2–0 | Portuguesa       | Mérida   |
| 21 marzo 1984    |     |                  |          |
| Portuguesa       | 1–0 | Sporting Cristal | Acarigua |
| ULA Mérida       | 1–0 | Melgar           | Mérida   |
| 25 marzo 1984    |     |                  |          |
| Portuguesa       | 4–0 | Melgar           | Acarigua |
| ULA Mérida       | 0–1 | Sporting Cristal | Mérida   |
| 1º aprile 1984   |     |                  |          |
| Melgar           | 2–0 | Sporting Cristal | Arequipa |
| Portuguesa       | 1–2 | ULA Mérida       | Acarigua |
| 4 aprile 1984    |     |                  |          |
| Sporting Cristal | 2–1 | Portuguesa       | Trujillo |
| 5 aprile 1984    |     |                  |          |
| Melgar           | 0–1 | ULA Mérida       | Arequipa |
| 8 aprile 1984    |     |                  |          |
| Melgar           | 1–2 | Portuguesa       | Arequipa |
| Sporting Cristal | 2–0 | ULA Mérida       | Trujillo |

Spareggio 1º Posto
| Data      | Sede | Squadra 1                | Risultato | Squadra 2        |
| --------- | ---- | ------------------------ | --------- | ---------------- |
| 11 maggio | Cali | Universidad de Los Andes | 2 - 1     | Sporting Cristal |

## Seconda fase

### Gruppo 1
| Squadra              | Pti | G | V | N | P | GF | GS | DR |
| -------------------- | --- | - | - | - | - | -- | -- | -- |
| Independiente        | 6   | 4 | 2 | 2 | 0 | 4  | 2  | +2 |
| Nacional             | 3   | 3 | 1 | 1 | 1 | 3  | 2  | +1 |
| Universidad Católica | 1   | 3 | 0 | 1 | 2 | 1  | 4  | -3 |

| 31 maggio 1984       |     |                      |            |
| Nacional             | 1–1 | Independiente        | Montevideo |
| 7 giugno 1984        |     |                      |            |
| Universidad Católica | 0–0 | Independiente        | Santiago   |
| 26 giugno 1984       |     |                      |            |
| Independiente        | 2–1 | Universidad Católica | Avellaneda |
| 29 giugno 1984       |     |                      |            |
| Nacional             | 2–0 | Universidad Católica | Montevideo |
| 4 luglio 1984        |     |                      |            |
| Independiente        | 1–0 | Nacional             | Avellaneda |

*: La partita Universidad Católica (Cile) - Nacional (Uruguay), inizialmente previsto per l'11 luglio 1984, non si disputò per comune accordo tra i club e la Conmebol.

### Gruppo 2
| Squadra                  | Pti | G | V | N | P | GF | GS | DR  |
| ------------------------ | --- | - | - | - | - | -- | -- | --- |
| Grêmio                   | 6   | 4 | 3 | 0 | 1 | 14 | 5  | +9  |
| Flamengo                 | 6   | 4 | 3 | 0 | 1 | 9  | 7  | +2  |
| Universidad de Los Andes | 0   | 4 | 0 | 0 | 4 | 2  | 13 | -11 |

| 26 giugno 1984 |     |            |                |
| Grêmio         | 5–1 | Flamengo   | Porto Alegre   |
| 29 giugno 1984 |     |            |                |
| ULA Mérida     | 0–3 | Flamengo   | Caracas        |
| 3 luglio 1984  |     |            |                |
| ULA Mérida     | 0–2 | Grêmio     | Caracas        |
| 6 luglio 1984  |     |            |                |
| Flamengo       | 3–1 | Grêmio     | Rio de Janeiro |
| 9 luglio 1984  |     |            |                |
| Grêmio         | 6–1 | ULA Mérida | Porto Alegre   |
| 12 luglio 1984 |     |            |                |
| Flamengo       | 2–1 | ULA Mérida | Rio de Janeiro |

Spareggio 1º Posto
| Data      | Sede      | Squadra 1 | Risultato | Squadra 2 |
| --------- | --------- | --------- | --------- | --------- |
| 19 luglio | San Paolo | Grêmio    | 0 - 0     | Flamengo  |

### Finale
| Data                                       | Sede         | Squadra 1     | Risultato | Squadra 2     |
| ------------------------------------------ | ------------ | ------------- | --------- | ------------- |
| 24 luglio                                  | Porto Alegre | Grêmio        | 0 - 1     | Independiente |
| 27 luglio                                  | Avellaneda   | Independiente | 0 - 0     | Grêmio        |
| Independiente vince la Coppa Libertadores. |              |               |           |               |

## Capocannoniere
| Giocatore | Squadra  | Gol |
| --------- | -------- | --- |
| Tita      | Flamengo | 8   |